# 壬午殉難
壬午殉難（じんごじゅんなん）は、靖難の変勝利後に永楽帝が建文帝側の家臣を粛清した一連の事件。南京陥落後朱棣は永楽帝として即位したが、建文帝の朝臣600人余りのうち投降したのはわずか29人であった。これに激怒した永楽帝は大粛清を開始し、120人の大臣を処刑、多数の関係者が連座した。粛清が行われたのが建文の壬午4年（1402年）であったことから壬午殉難と呼ばれている。

## 経過
靖難の変の収束後、永楽帝は金陵の民衆に対し、自らの挙兵はあくまでも社稷を守り「君側の奸」を除くためのものであること、「奸臣」は誅殺するが罪のない者を巻き込むつもりはないことを告示した。
しかし建文4年6月25日（1402年7月25日）、永楽帝は斉泰、黄子澄、方孝孺とその一族を誅殺した。一説によれば、方孝孺は滅十族（滅九族に友人・門人を加えたもの）の憂き目に遭い、連座して処刑された者は800人以上、流刑先で命を落とした者などを含めれば1000人を超えるとされる（ただし「滅十族」には疑わしい点もある。#疑問点も参照）。黄子澄に連座した者は345人に上った。また、方孝孺らと建文帝への忠義を誓っていた景清は一度偽降したのち永楽帝を暗殺しようとして失敗し、同年8月12日に処刑・族滅された。累は景清の郷里にも及び、これは「瓜蔓抄（芋づる式に皆殺し）」と呼ばれた。
この他にも建文帝の旧臣の多くが処刑され、または自害した。『明史』では、極刑さえ恐れず貫いた彼らの忠義は永久不滅であると絶賛している。彼らの家族・親族もやはり多数が連座し、練子寧の近親者、陳迪の子供、牛景先の妻子などは凌遅刑に処されたほか、流刑になった者、妓女に落とされた者なども少なくなかった。彼らの大部分は次代の洪熙帝即位後に赦されたが、中には万暦帝の代まで赦免を待たねばならない例もあった。この他にも建文帝への忠節を死守した者は朝野を問わず非常に多かった。
徐輝祖は建国の功臣徐達の息子であったために死一等を減じられたが、魏国公の爵位を没収のうえ幽閉された（徐輝祖の死後、爵位は息子が継承した）。また、家族とともに自害した黄観は状元の称号を剥奪され、このため公式記録上の明代の三元（郷試第一名の解元、会試第一名の会元、状元の三つの称号を併せ持つ者）は商輅ただ一人となった。盛庸・平安・何福・梅殷らは降伏したために誅殺を免れた。
永楽7年（1409年）には陳瑛が建文帝旧臣の姻族をも処罰するよう永楽帝に進言した。これにより彼らは財産没収のうえ老若を問わず辺境への終身流刑とされ、親子兄弟が引き裂かれた。この難に遭った練子寧の姻族は数百人、黄観の姻族は数十人に上った。齊泰の姻族であった6歳の陽彦甫、胡閏の外甥であった10歳未満の史遇通なども例外ではなかった。
永楽11年（1413年）1月になると永楽帝は建文帝旧臣への禁令を解き、永楽14年（1416年）にはまだ処罰を受けていない遠縁の者は咎めないとした。永楽22年（1424年）、即位した洪熙帝は流刑にされた者についても一族が同じ場所にいられるようにし、同年11月には建文帝の旧臣とその一族はみな罰を受けたため現在生存している者は大赦の対象として平民に戻すことを宣言した。
万暦13年2月7日時点で、斉泰・黃子澄を除いた江西の忠臣で赦免の対象となっていなかった者のうち、存続していたのはわずかに6戸11名で、残りの41戸103名は断絶していた。同年6月には陝西・浙江・江西・福建の4省で服役軍人1762名が恩赦されたが、内訳は当時軍籍にある者が227名、男子は絶えたが家は存続している者が39名、家自体が断絶した者が1145名であった。

## 犠牲者
以下は、この事件に関連して命を落としたとされる人物の一覧である。『明史』の各人の列伝のほか、『奉天刑賞録』、『立齋閑録』、『明史紀事本末』等にみえる逸話の類も一覧とした。ただし、史料間で矛盾があることも少なくない（#疑問点も参照）。
- 方孝孺：凌遅刑。
  - 方孝友：弟。
  - 廖鏞：門人。
  - 大常寺少卿盧原質：従兄弟。族滅。
  - 刑部右侍郎-{胡}-子昭：方孝孺に連座して刑死。
- 林嘉猷
- 兵部尚書鉄鉉：凌遅刑。捕らえられた時も永楽帝に一瞥もくれなかった、耳と鼻を削ぎ落とされても屈せず絶命するまで永楽帝を罵倒し続けた等の逸話が残る[12]。
- 戸部侍郎卓敬：処刑、族滅。
- 礼部尚書陳迪：凌遅刑。処刑時、息子らの肉を食べさせられたうえ味を尋ねられ、「忠臣の子の肉は甘美なことこの上なし」と答えたという逸話が残る[13]。
  - 陳鳳山、陳丹山：息子。
- 刑部尚書暴昭：凌遅刑。歯を抜かれ、四肢を切断されても罵り続け、首を刎ねられてようやく絶命したともいう[14]。
- 左僉都御史景清：処刑。弟の景国、母の袁氏とともに聚宝門の外で刑死。
- 右副都御史練子寧：凌遅刑。近親者も凌遅刑に処された。連座した者が多すぎたため、遠縁の者は死一等を減ぜられて流刑とされたともいう。
- 兵部尚書斉泰：凌遅刑。従兄弟の斉敬宗らも処刑された。
- 太常卿黄子澄：凌遅刑、族滅。
- 吏部尚書張紞：縊死。妻子も後を追って入水した。
- 礼部侍郎黄観：入水。妻子も入水した。
- 蘇州知府姚善：凌遅刑。息子たちは流刑に、妻と娘は奴隷にされた[15]。
- 翰林修撰王叔英：縊死。夫人の金氏も縊死、二人の娘も井戸に投身自殺した[16]。
- 翰林王艮：服毒死。
- 浙江按察使王良：官印とともに焼身自殺。妻も入水。親族は辺境に動かされた[17]。
- 兵部郎中譚翼（中国語版）：焼身自殺。妻の鄒氏、子の譚謹も縊死[18]。
- 御史曽鳳韶：永楽帝の召喚に応えず、建文帝への忠節を衣の襟に血書して自害。妻の李氏も縊死[19]。
- 衡府紀善周是修：縊死。
- 監察御史魏冕：絶食死。
- 刑科給事中葉福：金川門を守備していたが、突破され、自害。
- 大理寺丞鄒瑾：永楽帝と内通していた徐増寿（徐輝祖の弟）を魏冕とともに糾弾した。南京陥落後、自害。徐増寿の死を悼んだ永楽帝に族滅され、男女あわせて448名が刑死。
- 戸科給事中陳継之：尋問にも屈せず、市中にて磔刑。
- 大理寺丞劉端：刑部郎中の王高と共に棄官。激怒した永楽帝に撲殺され、家族は流刑とされた。
- 駙馬都尉梅殷：前軍都督僉事の譚深・錦衣衛の趙㬢によって溺殺。
- 谷府長史劉璟：獄中で縊死。
- 漳州府学教授陳思賢：門生6人とともに処刑。
- 参軍断事高巍：南京陥落を聞いて縊死。
- 教授劉政：方孝孺の死に痛哭し、絶食死。
- 右副都御史茅大芳：息子の順童、道壽とともに凌遅刑。幼かった息子の文生も永楽4年12月に刑死。
- 佥都御史司中：召喚されたが屈さず、鉄のほうきで皮と肉を剥がれて絶命。姻族80人余りが連座。
- 監察御史鄭公智：方孝孺に連座して刑死。一族は流刑とされた。
- 大理寺少卿胡閏：族滅で脅されるも屈さず、歯を全て折られても罵り続けた。激怒した永楽帝は胡閏をくびり殺すと、死体の皮を剥ぎ、そこに草を詰めて武功坊に吊るした。
- 監察御史高翔：喪服で謁見し、反抗的な態度を貫いたため処刑・族滅され、家財を没収された。
- 刑部尚書侯泰：南京の防衛に失敗し、捕縛されたが屈さず、処刑。弟の侯敬祖、息子の侯玸らも処刑され、妻の曾氏は奴隷に落とされた。
- 左拾遺戴徳彝：尋問にも屈さず、処刑。彼の死亡時、妻の項氏は変事を聞いて一族を逃がし、息子二人を山に隠すと、族譜を破壊し、一人家に留まった。項氏も捕らえられたが、火炙りにされ全身が焼けただれても一言も発さず、戴徳彝の一族は難を逃れた。
- 戸部侍郎郭任：屈さず、処刑。息子のうち郭経は連座、幼かった郭金・郭山・郭保は広西に流され、３人の娘は奴隷とされた。
- 戸部侍郎盧迥：屈さず、処刑。刑に臨んで長吟した。
- 袁州太守楊任：黄子澄と共に挙兵を図ったが、露見し、市中にて磔刑。息子の楊礼、楊益も連座。財産没収のうえ族滅され、庄毅衍をはじめとする親族100家余りはことごとく流刑となった。
- 礼部侍郎黄魁：屈さず、処刑。
- 御史連楹：金川門にて真っ向から永楽帝を詰った。永楽帝が捕縛を命じると連楹は自刃したが、死体は倒れず、白い気が天に向かって立ち上った。
- 太常少卿廖昇：茹瑺が永楽帝との講和に失敗したことを知ると、痛哭して家人に別れを告げ、縊死。
- 監察御史王度：方孝孺と社稷に殉ずることを誓った。方孝孺に連座して賀県に流されたが不遜な態度を貫き、処刑・族滅された。
- 監察御史董鏞：忠節の志をもつ御史たちは、董鏞のもとで死を誓った。後に捕らえられて処刑。娘は教防司に入れられ、死刑・流刑とされた姻族は230人に達した。
- 監察御史甘霖：捕らえられたが死を望み、従容として刑死。子孫も二度と仕官しなかった。
- 御史林英：李景隆が国を誤ったことを弾劾し、瑞安に左遷される。許されたのち、王叔英とともに広徳で兵を募るが、南京は陥落し、縊死。妻の宋氏も投獄され、獄中で縊死。
- 監察御史丁志芳：燕軍が南京に迫る中、妻の韓氏に幼い息子と丁家の存続を託して別れを告げた。南京陥落後、捕らえられるも屈せず、処刑。
- 晋府長史龍鐔：捕らえられるも屈せず、処刑。遺骨は埋葬された。遺骨を収めた者がその忠孝を称える賛を書いた。
- 宗人府経歴宋徵：二心を抱いているとしてたびたび李景隆の誅殺を進言したが、建文帝には聞き入れられなかった。捕らえられるが尋問にも屈さず、磔刑・族滅。
- 遼府長史程通：燕軍に対する防御策を数多く上申した。のちに酷吏となる紀綱をたびたび辱めたため、永楽帝即位後に紀綱からの誹謗に遭い、ついには処刑され、家人も遼に流刑とされた。家財も収奪されたが、遺書数百巻があるのみであった。
- 徽州知府黄希範：金川門が破られると最早これまでと悟り、素服を纏った。程通と共に捕らえられ、処刑。家財も没収された。
- 賓州知州蔡運：善政を敷いた。南京陥落後に処刑された時は民に悼まれ、偲ばれた。
- 北平按察僉事湯宗：按察使陳瑛が燕王と内通していると訴えたことで、陳瑛は広西に左遷された。永楽帝即位後、返り咲いた陳瑛は建文帝の旧臣らを厳しく追求し、湯宗も刑死[注釈 1]
- 盧振：靖難の変勃発時、徐輝祖とともに奮戦する。のち捕らえられて都に送られるが屈さず、大喝して永楽帝を糾弾したため処刑・族滅。
- 監察御史巨敬：捕らえられたが屈さず、処刑・族滅。
- 戸科給事中韓永：南京陥落後は門を閉ざして外出しなかった。召し出され官職を元に戻されそうになるも固辞し、屈さずに死す。
- 国子監博士黄彦清：駙馬都尉梅殷の軍中にて喪に服し、建文帝に追諡したかどで処刑。甥の黄貴池、黄金蘭らも投獄された。
- 僉都御史程本立：江西按擦使副使に任命されるも、着任前に燕王軍が長江を渡り終え、悲憤して縊死。恩典剥奪と家財没収が行われたが、粗末な服数着を収めたのみであった。
- 給事中龔泰：燕軍の入城後捕えられるも「奸臣」の一味にはあたらないとして死を免れる。城壁から投身自殺。
- 四川都司断事方法：方孝孺が郷試で採用した人物。永楽帝の即位後、司の中でただ一人慶賀の表に署名しなかったため捕らえられ、船が安慶を通過したときに入水。
- 指揮張安：捕らえられるも逃亡に成功。楽清で木こりに身をやつしていたが、南京陥落と卓敬の死を聞くと天を仰いで号泣し、簒奪された国の民ではいられないと叫ぶと、柴を捨てて入水した。
- 工部侍郎張安国：南京陥落の直前、抗戦も降伏も不可能な中で妻の賈氏と相談して見を隠すことにしたが、妻とともに舟で太湖に入ったところで南京陥落と皇帝の自害を知る。建文帝の禄を食んでおきながら簒奪者の治世で生き長らえることに勝る恥はないと慟哭し、舟に穴を開けて入水。
- 知府葉惠仲：『明太祖実録』にて永楽帝を逆賊と批判したことで、永楽元年2月22日に凌遅刑。家財も没収となる。
- 刑部主事徐子権：練子寧の死を聞くと、慟哭して詩を賦したのち、縊死。詩には「翹首謝京国，飛魂返故郷」という句があった。
- 神策衛経歴周璇：建文时言事，擢佥都御史。南京陥落後、捕らえられて都に連行されるも、屈さずに死ぬ。妻の王氏、息子の蛮児は投獄された。
- 御史謝升：建文時には軍事費を担当して功績があった。のち、屈さず処刑。父親の謝旺と息子の咬児は金歯に流され、妻の韓氏と4人の娘は教坊司に入れられた。
- 松江同知周継瑜：義勇軍として建文帝側を支援。永楽帝の即位後、捕らえられて都に連行されるが屈さず、市中にて磔刑。
- 徽州府知府陳彦回：義勇軍として南京を支援。捕らえられても屈さず、処刑。妻の屠氏は奴婢とされた。
- 楽平知県張彦方：建文帝の呼びかけに応じて兵を起こし、湖口で抵抗。後に捕らえられ楽平にて斬首。首と死体はさらしものにされたが、炎暑の時期にあっても顔色は生きているかのようであり、1匹の蝿も寄ってこなかった。後に同郷の者が死体を盗んで埋葬した。
- 東平州判官鄭華：東平で燕軍に抵抗。落城後、絶食死。
- 鄭恕：凌遅刑。

## 疑問点

### 方孝孺の「滅十族」
方孝孺が「族滅」されたことは確かだが、その「族」に親族どこまでが含まれているかは史書によって異なる。
成化～弘治年間に活動した宋端儀による『立斎間録』、および清代に編纂された正史である『明史』などは、誅殺の対象になった者として父系の一族のみを挙げている。一方、正徳6年の序を持つ『野記』を皮切りに、後代の野史になると「滅十族」の記述が見られるようになる。崇禎年間の文献になると、方孝孺に言及しているものはいずれも「滅十族」が行われたことを述べている。

### 黄観の三元
黄観は永楽帝によって状元を剥奪されてしまったがゆえに「三元」の栄誉を不当に失うことになったという説がある。しかしながら、黄観が解元であったかは史書の記述の間に矛盾があり、もし解元でなかったとすれば、黄観は初めから「三元」ではなかったことになる。